# Lovey
Lovey è il quarto album di The Lemonheads. Fu pubblicato nel 1990 e fu il primo per l'etichetta Atlantic Records.

## Tracce
Se non diversamente scritto, tutte le canzoni sono di Evan Dando.
1. Ballarat – 3:14
2. Half the Time – 2:45
3. Year of the Cat – 2:28
4. Ride With Me – 3:38
5. Li'l Seed (Corey Brennan/Chambers/Dando/Tarver) – 3:22
6. Stove – 3:08
7. Come Downstairs – 2:54
8. Left for Dead – 2:04
9. Brass Buttons (Gram Parsons) – 3:11
10. (The) Door (Brennan/Dando) – 5:40
11. Untitled – 1:21